# Sebastião Bandeira Coêlho
Sebastião Bandeira Coêlho (ur. 31 stycznia 1959 w Riachão) – brazylijski duchowny rzymskokatolicki, od 2011 biskup Coroatá.

## Życiorys
Święcenia kapłańskie otrzymał 28 lipca 1984 i został inkardynowany do diecezji Balsas. Pracował w diecezjalnych seminariach duchownych, był także m.in. wikariuszem generalnym diecezji oraz koordynatorem studiów teologicznych w Maranhão.
22 grudnia 2004 został mianowany biskupem pomocniczym archidiecezji Manaus ze stolicą tytularną Thubursicum. Sakry biskupiej udzielił mu 12 marca 2005 bp Gianfranco Masserdotti.
6 stycznia 2010 otrzymał nominację na koadiutora diecezji Coroatá. Pełnię rządów w diecezji objął 16 stycznia 2011.